# گورستان ج ورزقان
گورستان ج ورزقان مربوط به هزاره اول قبل از میلاد است و در ۱ کیلومتری جنوب شرق ورزقان واقع شده و این اثر در تاریخ ۱۲ شهریور ۱۳۸۶ با شمارهٔ ثبت ۱۹۳۵۲ به‌عنوان یکی از آثار ملی ایران به ثبت رسیده است.